# Mossebo säteri
Ej att förväxla med Mossebo herrgård, Boxholms kommun

Mossebo är en herrgård i Pelarne socken i Vimmerby kommun.
Mossebo omtalas i dokument 1330. Byn blev säteri under 1600-talet och dess förste ägare var Frans Crusebjörn som bodde här 1638–1686. Olika adelssläkter innehade gården fram till 1765 då Johanna Maria Stjernstedt gifte sig med kontraktsprosten Anders Nikolaus Drangel. Släkten Drangel ägde Mossebo fram till 1921 då godset köptes av Johan Albert Johansson som hade mejeri i Vimmerby. 1890 var Albert Engström informator hos dåvarande ägaren major Daniel Emil Drangel på Mossebo.
Gården ägs numera av en stiftelse och fungerar som museum men uthyrs även för fester och fungerar som gästhem.